# Nationalstraße 8 (Kambodscha)
Der National Highway 8 (NH 8) ist eine von acht National-Fernstraßen in Kambodscha und verläuft östlich von Phnom Penh. Die Straße ist 126 km lang.

## Straßenbeschreibung
Der Verlauf der Straße führt vom National Highway 6 in Höhe der Prek Tamak Brücke Richtung Osten nach Vietnam und biegt kurz vor der Landesgrenze beim Ort Amphil ab in Richtung Norden nach Ponea Krek zum National Highway 7.